# Pisanec
Pisanec, z znanstvenim imenom Phoxinus phoxinus, je vrsta sladkovodnih rib iz družine krapovcev in značilni predstavnik rodu Phoxinus. Prisotna je v večjem delu Evrazije v pasu od Španije do vzhodne Sibirije. Živi v hladnih (12–20 °C) vodotokih in jezerih ali ribnikih, če si dobro prezračeni (dovolj visoka vsebnost kisika v vodi). Pisanci so družabne ribice, plavajo večinoma v jatah. Zrastejo do največ 14 cm. Glava je majhna z rahlo podstojnimi usti.Po hrbtu so olivno rjave barve, po bokih prehaja v zlato rumeno, trebuh pa je rumen. Od polovice hrbta proti repu potekajo temne prečne proge, vzdolž bokov pa poteka temnejša zlato-svetleča proga. V času drsti je jasno izražena spolna dvoličnost.
Poglavitna hrana pisanca so drobni vodni nevretenčarji, ki jih pobira na dnu vode.
Spolno dozori v 2. letu. Drsti se v jatah, v peščenih plitvinah. Samica odloži med 200-1000 drobnih iker, večinoma na drobno kamenje izjemoma na vodno rastlinje.
V Sloveniji so pisanci precej razširjeni, naseljuje potoke in reke jadranskega in donavskega porečja. Posebnost je njihova naselitev v visokogorskem Krnskem jezeru.